# Boragànguetxuv
Boragànguetxuv (en rus: Борагангечув) és un poble de la república del Daguestan, a Rússia. Segons el cens del 2010 tenia 1.635 habitants.